# ماريا بنغتسون
ماريا بنغتسون (بالسويدية: Maria Bengtsson)‏ هي لاعبة كرة الريشة سويدية، ولدت في 5 مارس 1964 في مالمو في السويد.

## وصلات خارجية
- ماريا بنغتسون على موقع BWF.tournamentsoftware.com (الإنجليزية)
- ماريا بنغتسون على موقع BWFbadminton.com (الإنجليزية)
- ماريا بنغتسون على موقع اللجنة الأولمبية الدولية (الإنجليزية)
- ماريا بنغتسون على موقع أوليمبيديا (الإنجليزية)
- ماريا بنغتسون على موقع اللجنة الأولمبية السويدية (السويدية)